# Komitet Narodowy Polski i Ziem Zabranych
Komitet Narodowy Polski i Ziem Zabranych, Komitet Emigracji Polskiej, Komitet Dwernickiego – organizacja polityczna Wielkiej Emigracji, grupująca postępowe żywioły umiarkowane, istniejąca w latach 1832–1834. Prezesem jej był Józef Dwernicki, członkami m.in. Aleksander Jełowicki, Kamil Mochnacki. 
Pozostawał w opozycji do Komitetu Narodowego Polskiego Joachima Lelewela.